# Ross 128 b
Ross 128 b ist ein bestätigter, wahrscheinlich felsartiger Exoplanet vermutlich erdähnlicher Größe, der möglicherweise in oder nahe der habitablen Zone des Roten Zwergs Ross 128 kreist. Mit einer Entfernung von etwa 11 Lichtjahren ist Ross 128 b, hinter Proxima Centauri B, der zweitnächste bekannte, potentiell bewohnbare, Exoplanet. Der Exoplanet wurde mit Hilfe des HARPS-Spektrographen (Radialgeschwindigkeits-Planeten-Sucher mit hoher Genauigkeit) am La-Silla-Observatorium in Chile mithilfe von Radialgeschwindigkeitsdaten eines Jahrzehnts ermittelt. Ross 128 b ist der nächstgelegene Exoplanet, der um einen stillen Roten Zwerg kreist und gilt als einer der besten Kandidaten für Bewohnbarkeit. Der Planet ist etwa 35 % massereicher als die Erde und erhält etwa 38 % mehr Sonnenlicht, sodass dort flüssiges Wasser existieren könnte.
Der Planet passiert seinen Stern von der Erde aus gesehen nicht, was die atmosphärische Charakterisierung erschweren wird, bis größere Teleskope wie das Extremely Large Telescope neue Daten liefern.

## Charakteristika

### Masse, Radius, und Temperatur
Aufgrund der Entdeckung des Planeten durch die Radialgeschwindigkeitsmethode ist der einzige bekannte physikalische Parameter für Ross 128 b seine minimal mögliche Masse. Der Planet hat eine Masse von mindestens 1,35 Erdmassen (ca. 8·1024 kg). Damit ist er etwas massereicher als Proxima Centauri b mit einer Mindestmasse von 1,27 ME. Die geringe Masse von Ross 128 b deutet darauf hin, dass es sich wahrscheinlich um einen felsigen, erdgroßen Planeten mit einer festen Oberfläche handelt. Die genaue Masse und der Radius sind jedoch nicht bekannt, da keine Transits dieses Planeten beobachtet werden. Somit kann der Radius von Ross 128 b nur theoretisch abgeschätzt werden: Ross 128 b kann einen Radius zwischen 0,5 RE (Erdradien) für eine reine Eisenzusammensetzung und 3,0 RE für eine reine Wasserstoff-Helium-Zusammensetzung einnehmen, beides sind jedoch unplausible Extremwerte. Für eine plausiblere, erdähnliche Zusammensetzung müsste der Planet circa 1,1 Erdradien aufweisen (somit ungefähr 7.000 km). Mit diesem Radius wäre Ross 128 b etwas dichter als die Erde, da ein felsiger Planet mit zunehmender Größe kompakter wird. Die Gravitationsbeschleunigung an der Oberfläche des Planeten wäre dann 11 m/s², etwa das 1,12-fache der Gravitationsbeschleunigung auf der Erde.
Ross 128 b hat eine ähnliche Temperatur wie die Erde und ist ein potentieller Kandidat für die Entwicklung von Leben. Das Entdeckerteam modellierte die potentielle Gleichgewichtstemperatur des Planeten unter Verwendung einer Albedo von 0,100, 0,367 und 0,750. Mit diesen drei Albedoparametern hätte Ross 128 b eine Gleichgewichtstemperatur von entweder 294, 269 oder 213 K. Für eine erdähnliche Albedo von 0,3 würde der Planet eine Gleichgewichtstemperatur von 280 K (7 °C) haben, also etwa 8 Kelvin niedriger als die Durchschnittstemperatur der Erde. Die tatsächliche Temperatur von Ross 128 b hängt von noch unbekannten atmosphärischen Parametern ab.

### Orbit und Rotation
Die Eigenrotation von Ross 128 b dauert etwa 9,9 Erdtage. Seine Halbachse liegt bei 0,0496 AE, damit ist die Erde rund 20 Mal weiter von der Sonne entfernt als Ross 128 b von seinem Zentralstern. Das entspricht 7,38 Millionen Kilometern zwischen Ross 128 b und dem Zentralstern Ross 128, verglichen mit einer Entfernung von 149 Millionen Kilometern zwischen Sonne und Erde. Der Orbit von Ross 128 b ist annähernd kreisförmig, mit einer Exzentrizität von etwa 0,036, wobei dieser Wert bisher nur sehr grob abgeschätzt werden kann.
Der Planet ist höchstwahrscheinlich durch eine gebundene Rotation mit seinem Stern verbunden, was bedeutet, dass eine Seite des Planeten immer Ross 128 zugewandt ist. Damit würde ein Umlauf von Ross 128 b um seinen Zentralstern ebenfalls etwa 9,9 Erdtage dauern, was per definitionem der Rotationsdauer entspräche.

### Sternsystem
Ross 128 b umkreist den M-Zwerg Ross 128. Der Stern hat 17 % der Masse und 20 % des Radius der Sonne. Er hat eine Temperatur von 3.192 K, eine Leuchtkraft von 0,00362 Sonnen und ein Alter von (9,45 ± 0,60) Milliarden Jahren. Zum Vergleich: Die Sonne hat eine Temperatur von 5.778 K und ein Alter von 4,5 Milliarden Jahren. Damit ist Ross 128 etwa halb so heiß und doppelt so alt. Der Stern ist 11,03 Lichtjahre entfernt und ist damit einer der 20 nächstgelegenen bekannten Sterne.

## Bewohnbarkeit
Es ist nicht bestätigt, dass Ross 128 b sich in der habitablen Zone befindet. Er scheint sich innerhalb der inneren Kante dieser Zone zu befinden, da er ungefähr 38 % mehr Sonnenlicht als die Erde erhält. Die habitable Zone ist definiert als die Region um einen Stern, in der die Temperaturen geeignet für die Ausbildung eines Planeten mit einer dichten Atmosphäre sind. Dies begünstigt die Existenz flüssigen Wassers, was wiederum eine Voraussetzung für die Entwicklung von uns bekannten Lebensformen ist. Mit seiner verhältnismäßig hohen Bestrahlungsstärke ist Ross 128 b wahrscheinlich anfälliger für Wasserverlust, hauptsächlich auf der Seite, die direkt dem Stern zugewandt ist. Eine erdähnliche Atmosphäre wäre jedoch möglich, wenn man davon ausgeht, dass der Planet in der Lage ist, die vom Stern empfangene Energie um den Planeten herum zu verteilen und so zu ermöglichen, dass mehr Gebiete flüssiges Wasser beinhalten. Zusätzlich bemerkte der Studienautor Xavier Bonfils die Möglichkeit einer signifikanten Wolkenbedeckung auf der sternzugewandten Seite, die viel ankommende stellare Energie blockieren und helfen könnte, den Planeten kühl zu halten. Es wurde berechnet, dass der Planet eine Gleichgewichtstemperatur von mindestens 280 K hat, mit einem Earth Similarity Index (ESI) Wert von 0,86 – und somit dem dritthöchsten aller bekannten Planeten, gemeinsam mit GJ 3323 b.
Falls sich der Planet wegen der thermischen Gezeiten doch nicht in einer gebundenen Rotation befindet, würde er als einer der aussichtsreichsten Kandidaten für Leben gelten, die bisher gefunden wurden. Nicht nur wegen seiner erdähnlichen Temperaturen, sondern auch wegen seiner geringen Größe und seines eher ruhigen Zentralsterns. Im Falle, dass die wahrscheinlichsten Theorien zutreffen, wäre Ross 128 b in der Masse sehr nah an der Erde und im Radius um etwa 10 % größer. Die Schwerkraft auf dem Planeten wäre nur geringfügig stärker als die, die man beim Gehen auf der Erdoberfläche fühlen würde. Zudem ist der Zentralstern Ross 128 ein entwickelter Stern mit begrenzter stellarer Aktivität. Viele Rote Zwerge wie Proxima Centauri und Trappist-1 neigen dazu, potenziell lebensfeindliche Flares freizusetzen, die von starken Magnetfeldern im Innern des Sterns verursacht werden. Diese Flares können die Atmosphäre eines Planeten nach und nach mit sich in den Weltraum reißen und den Planeten zudem mit gefährlichen Mengen an Strahlung sterilisieren. Obwohl Ross 128 auch solche Flares produziert, sind sie viel seltener und schwächer als jene der anderen genannten Sterne, was die Wahrscheinlichkeit einer stabilen, intakten Atmosphäre, falls Ross 128 eine besitzen sollte, erhöht.
Bis jetzt ist es nicht möglich zu bestimmen, ob Ross 128 b eine Atmosphäre hat und ob dort die Existenz von Leben möglich ist, da er seinen Zentralstern aus unserer Blickrichtung nicht passiert. Doch das James Webb Space Telescope und bevorstehende neue Bodenteleskope wie das Thirty Meter Telescope und das Extremely Large Telescope, könnten eventuell helfen, die Atmosphäre von Ross 128 b – falls vorhanden – zu analysieren. Das Ziel wäre dabei, in der Atmosphäre des Planeten Biosignaturen zu finden, bei denen es sich um Chemikalien wie Sauerstoff, Ozon und Methan handelt, die oft durch biologische Prozesse entstehen.

## Trivia
Andreas Eschbach hat die Handlung seines Romans Gliss auf diesen Exoplaneten verlegt.